# Only You (And You Alone)
"Only You (And You Alone)" is een nummer van de Amerikaanse zanggroep The Platters. In juni 1955 verscheen het als single. In 1957 stond het ook op hun album The Platters.

## Achtergrond
"Only You (And You Alone)" is geschreven door manager Buck Ram. The Platters namen het op 20 mei 1954 voor het eerst op voor Federal Records, maar deze uitvoering werd niet uitgebracht. Nadat de band van platenlabel was gewisseld, namen zij het op 26 april 1955 opnieuw op voor Mercury Records met Tony Williams als zanger. Deze versie verscheen in juni van dat jaar als single en werd een groot succes. In november 1955 bracht Federal Records de oorspronkelijke opname uit, met "You Made Me Cry" op de B-kant, maar deze versie werd maar weinig verkocht. Groepslid Herb Reed vertelde later over het nummer: "We hebben het zo vaak geprobeerd, en het was vreselijk. Op een gegeven moment waren we in de auto aan het repeteren, en de auto schokte. Tony zong daardoor 'O-oHHHH-nly you'. We lachten eerst, maar toen hij dat nummer zong - dat was het teken dat we iets goeds in handen hadden." Volgens Ram brak de stem van Williams bij de repetities, maar besloot de groep om dit effect in de opname te laten zitten. Het was tevens het enige nummer van The Platters waarop Ram als pianist te horen is.
"Only You (And You Alone)" werd een grote hit. Het bereikte de vijfde plaats in de Amerikaanse Billboard Hot 100 en werd een nummer 1-hit in de Amerikaanse r&b-lijsten. In Vlaanderen werd de vierde plaats in een voorloper van de Ultratop 50 gehaald, terwijl in Wallonië op de vijfde plaats in een voorloper van de Ultratop 50 gepiekt werd. The Platters zongen het nummer, samen met de opvolger "The Great Pretender", in de film Rock Around the Clock uit 1956. In 1966 nam de groep een iets langere versie van het nummer op, dat verscheen op het album I Love You 1,000 Times.
"Only You (And You Alone)" is gecoverd door een groot aantal artiesten. The Hilltoppers (1955), Franck Pourcel (1959) en Ringo Starr (1974, met akoestische gitaar door John Lennon) brachten hitgenoteerde versies uit. Andere opnames werden uitgebracht door onder meer Alvin and the Chipmunks, Mr. Acker Bilk, Child, Joe Clay, Harry Connick jr., Deep River Boys onder leiding van het orkest van Arne Bendiksen, Johnny Dorelli, Mark Hamill (als de Joker in het computerspel Batman: Arkham City), The Hep Stars, Brenda Lee, Little Richard, Johnny Mathis, Reba McEntire, Luis Miguel, Roy Orbison, Carl Perkins, The Statler Brothers en Travis Tritt.

## NPO Radio 2 Top 2000
| Nummer met noteringen in de NPO Radio 2 Top 2000 | '99 | '00  | '01  | '02  | '03 | '04  | '05  | '06  | '07  | '08  |
| ------------------------------------------------ | --- | ---- | ---- | ---- | --- | ---- | ---- | ---- | ---- | ---- |
| Only You (And You Alone) (The Platters)          | 991 | 1222 | 1484 | 1814 | 818 | 1518 | 1773 | 1813 | 1520 | 1515 |

1. ↑  Een vetgedrukt getal geeft de hoogste notering aan.
2. ↑  Deze tabel is bijgewerkt tot en met de laatste editie (2024).